# Andreaeobryaceae
Famille
Andreaeobryaceae est une famille de mousse, comprenant une espèce unique Andreaeobryum macrosporum, endémique d'Alaska et de l'ouest du Canada. Le genre dépend d'une famille biologique, ordre et classe à part dans le règne des mousses.

## Liste des genres
Selon ITIS:
- genre Andreaeobryum Steere et B. Murray